# コロンバス・バックアイズ

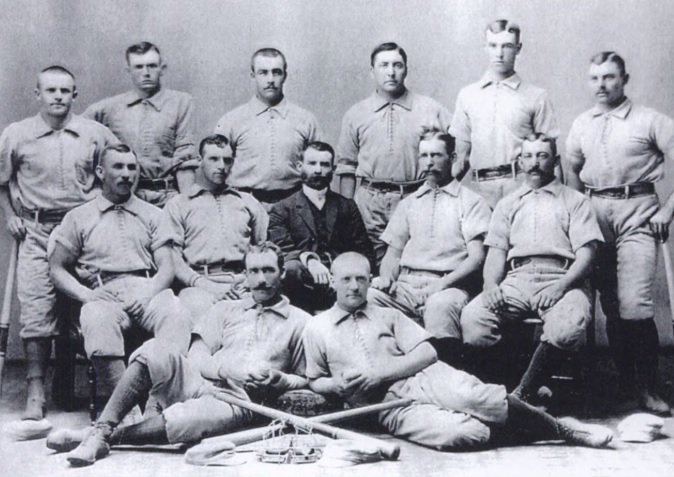
1884年

コロンバス・バックアイズ（Columbus Buckeyes）は、1883年から1884年にかけて、アメリカ合衆国オハイオ州コロンバスを本拠地としてアメリカン・アソシエーションに加盟していたプロ野球チーム。

## 球団史
球団の正式な愛称は「コロンバス・セネタース（Columbus Senators）」だったそうだが、オハイオ州出身者や住民のことを示す"Buckeyes"（バックアイズ）の愛称が定着した。1883年に設立されアメリカン・アソシエーションに加盟、監督はホーレス・フィリップスが勤めていた。
1年目のバックアイズは、前の年に解散したウースター球団から移籍した投手フランク・マウンテンをエースにたてたが、マウンテンはこの年リーグ最多の33敗を喫しチームの勝率は3割台にとどまった。しかし翌1884年、後に「キャノンボール」のニックネームで呼ばれた豪腕投手エド・モリスがデビューする。モリスは1年目から34勝13敗、防御率2.18の成績を上げる。フランク・マウンテンもこの年は23勝17敗と復調、チームはリーグ2位まで躍進した。モリスとマウンテンは、同年5月と6月におよそ1週間違いでノーヒットノーランをそれぞれ達成している。
しかし球団は運営が苦しかったためか、アメリカン・アソシエーションには2年しか加盟せず、1884年のシーズン終了後に主力選手を放出して解散してしまった。放出された選手を受け入れたのは、1年目の監督だったフィリップスが指揮していたピッツバーグ・アレゲニーズであった。

## 戦績
| 年度   | リーグ | 試合 | 勝利 | 敗戦 | 勝率 | 順位 | 監督                   | 本拠地            |
| ------ | ------ | ---- | ---- | ---- | ---- | ---- | ---------------------- | ----------------- |
| 1883年 | AA     | 97   | 32   | 65   | .330 | 6位  | ホーレス・フィリップス | Recreation Park I |
| 1884年 | AA     | 110  | 69   | 39   | .639 | 2位  | ガス・シュメルツ       | Recreation Park I |

## 所属した主な選手
- トム・ブラウン：1891年にリーグ最多安打、最多得点、最多盗塁を記録した。
- ポップ・スミス：カナダ出身の内野手で、後年カナダ野球殿堂入り。
- フランク・マウンテン：投手。通算58勝83敗。コロンバスで無安打試合を達成した。
- エド・モリス：1884年に34勝と無安打試合を達成。

## 主な球団記録
打撃記録
- 通算安打数：238（トム・ブラウン）
- 通算本塁打：10（トム・ブラウン、ポップ・スミス）
- 通算打点数：64（トム・ブラウン）

投手記録
- 通算勝利数：49（フランク・マウンテン）
- 通算奪三振：315（フランク・マウンテン）
- 無安打試合：
  - 1884年5月29日（エド・モリス）
  - 1884年6月5日（フランク・マウンテン）